# كريم جويرفي
كريم جويرفي (بالفرنسية: Karim Guerfi)‏ مواليد 8 مارس 1987، هو ملاكم محترف فرنسي يصنف ضمن فئة وزن الذبابة بدأ مسيرته الاحترافية سنة 2006 حيث انتصر في نزاله الأول.

## المسيرة الاحترافية
من نزالاته:
- خسر أمام خوان كارلوس ريفيكو (11-05-2012).

## إحصائيات
خاض خلال مسيرته 29 نزالا، فاز في 25 ولم يتعادل وخسر في 3. فاز بالضربة القاضية في 7 نزالات.

## روابط خارجية
- كريم جويرفي على موقع بوكس ريك (الإنجليزية) (registration required)